# Ceratomerus falcatus
Ceratomerus falcatus är en tvåvingeart som beskrevs av Sinclair 2003. Ceratomerus falcatus ingår i släktet Ceratomerus och familjen Brachystomatidae. Inga underarter finns listade i Catalogue of Life.